# Isaberrysaura
Isaberrysaura („Ještěr Isabel Berryové“) byl rod býložravého dinosaura z řádu Ornithischia (ptakopánvých). Jednalo se pravděpodobně o starobylou formu stegosaura, tedy zástupce kladu Stegosauria.

## Objev a popis

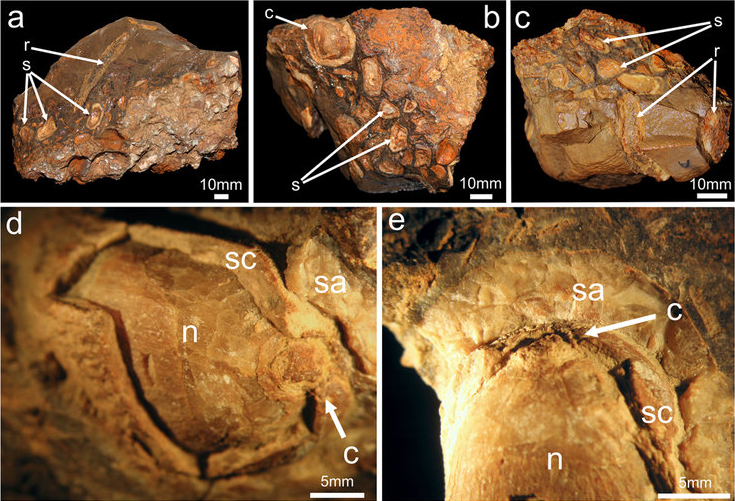
Fosilizovaný obsah žaludku dinosaura.

Zkameněliny tohoto zástupce kladu Neornithischia byly objeveny na území Argentiny (Patagonie). Žil v období střední jury (bajok), asi před 168 miliony lety, a měřil na délku asi 5 až 6 metrů. Lebka byla dlouhá 52 cm a široká kolem 20 cm. Fosilie tohoto dinosaura byly objeveny v sedimentech geologického souvrství Los Molles Isabel Valdiviou Berryovou, podle které se dinosaurus i jmenuje. Holotyp nese katalogové označení MOZ-Pv 6459 a představuje dobře zachovanou fragmentární kostru s částí lebky. Zajímavé je, že byl objeven také fosilizovaný obsah žaludku tohoto dinosaura. Ten ukrýval množství semen, především cykasovitých rostlin.

## Zařazení
Sesterským taxonem tohoto archaického a vývojově primitivního stegosaura by mohl být druh Baiyinosaurus baojiensis a dále mírně mladší, rovněž čínský druh Gigantspinosaurus sichuanensis.